# ガリン・フィリップス
ガリン・フィリップス（Garyn Phillips、2001年5月14日 - ）は、ウェールズのラグビーユニオン選手。ユナイテッド・ラグビー・チャンピオンシップのオスプリーズに所属している。

## 経歴
カーディフのアカデミーに所属した後、2020–21シーズンからオスプリーズのアカデミーに選出された。
2020–21シーズンに、プロ14（後のユナイテッド・ラグビー・チャンピオンシップ）第12節のゼブレ・パルマ戦で控えから出場し、オスプリーズ公式戦デビューを果たした。
2025年6月、ウェールズ代表の日本遠征スコッドに選ばれた。